# Loch of Wester
Loch of Wester är en sjö i Storbritannien.   Den ligger i kommunen Highland och riksdelen Skottland, i den norra delen av landet, 800 km norr om huvudstaden London. Loch of Wester ligger 4 meter över havet. Trakten runt Loch of Wester består i huvudsak av gräsmarker.